# Уччальский договор
Уччальский договор, также Уччалльский договор, Уччиальский договор, Уччиалийский договор (Договор о дружбе и торговле между Королевством Италия и Эфиопской империей 1889 года, итал. Trattato di Uccialli, амх. የውጫሌ ውል) — политический и экономический договор между Италией и Эфиопией. Был подписан 2 мая 1889 года итальянским послом в Эфиопии Пьетро Антонелли и негусом Эфиопии Менеликом II в Уччали (Уччалли, Вучале), Эфиопия. Ратифицирован Италией 28 сентября 1889 года. Договор был неравноправным по отношению к Эфиопии, так как являлся, по сути, выполнением Менеликом II долга перед итальянцами, поддержка которых сыграла решающую роль в его восшествии на престол Эфиопии. Стал первой попыткой Италии установить протекторат над Эфиопией (на этот раз — дипломатическим путём) и фактически закрепил итальянское господство в Эритрее.

## Предыстория
Италия, в конце XIX века имевшая колониальные притязания в Восточной Африке и стремившаяся захватить не только юго-западное побережье Красного моря (будущую Эритрею), но и саму Эфиопию, в 1886 году начала продвижение вглубь этой страны, но уже в 1887—1888 годах потерпела ряд военных поражений. После смерти негуса Йоханныса IV, в ситуации династического кризиса правительство Италии оказало поддержку оружием и субсидиями в начавшейся борьбе за престол наместнику провинции Шоа Сахле Мариаму и таким образом помогло ему победить его главного соперника — раса Мэнгэшу. По расчётам итальянского правительства, после оказания такой помощи уже взошедший на престол подконтрольный правитель помог бы Италии установить контроль и над самой Эфиопией. Устранив конкурентов, 9 марта 1889 года Сахле Мариам короновался под именем негуса Менелика II (что было положительно воспринято итальянской дипломатией), после чего уже в новом качестве заключил с Италией Уччальский договор.

## Условия
Уччальский договор состоял из двадцати статей. Из них наиболее важными являлись статья 3 и статья 17. Статья 3 договора гласила, что уже захваченные итальянцами области на побережье Красного моря остаются за Италией, а Эфиопия отказывается от претензий на эти территории. Граница между Эфиопией и ранее захваченными Италией территориями к западу и юго-западу от Массауа — в регионе Арафали — должна была пройти примерно по линии Халай — Саганеити — Асмэра, причём все эти названные пункты оставались за Италией. Также Италия получала в своё владение как будущие эритрейские регионы — Адди-Нефас, Адди-Йоаннес, часть Богоса (провинция Гамасен), включающую в себя Кэрэн, так и часть собственно эфиопской провинции Тыграй. Граница между итальянскими владениями и Эфиопией не была точно определена, и это устраивало итальянцев, рассчитывающих со временем передвинуть её дальше к югу. Текст статьи 17, написанный в договоре на амхарском и итальянском языках, различался в пункте о правах Италии в Эфиопии. В амхарском варианте говорилось: «Его Величество царь царей Эфиопии может прибегать к услугам правительства Его Величества итальянского короля во всех делах с прочими державами и правительствами»; в итальянском же вместо слова «может» стояло «соглашается» (итал. consente), которое Италия трактовала как «должен». Итальянское правительство истолковало эту статью как признание верховных прав Италии над Эфиопией и попыталось убедить в этом все остальные колониальные державы. Правительство Эфиопии решительно отвергало эти итальянские претензии.
Помимо этого, по Уччальскому договору итальянские подданные получали определённые права в Эфиопии. Отныне они могли приобретать землю на эфиопской территории в свою собственность и беспрепятственно вести торговлю в Эфиопии на условиях режима наибольшего благоприятствования, причём для итальянских караванов, идущих из порта Массауа, устанавливались сравнительно небольшие таможенные сборы (статьи 5, 7, 8). Покупать оружие и снаряжение негус мог только у итальянцев, каждый раз по особой договорённости с правительством Италии (статья 6). Срок действия договора устанавливался в 5 лет (статья 16). Ко всему прочему договор устанавливал дипломатический статус консульств европейских государств на территории Эфиопии и регулировал порядок их деятельности (статья 2). Уччальский договор провозглашал вечный мир и дружбу между заключившими его государствами.
Дополнительная конвенция, заключённая 1 октября 1889 года в Неаполе итальянским министром иностранных дел Франческо Криспи и эфиопским генералом Уольдэ-Микаэлем Мэконныном, содержала ряд серьёзных уступок Италии. Наиболее важной из них было согласие Эфиопии на установление границы между итальянскими колониями Эритрея и Сомали с одной стороны и Эфиопией с другой «на основе фактически существующего положения», что предоставляло Италии свободу действий в определении границ её владений. Со своей стороны Италия через свои банки предоставила Эфиопии кредит на сумму 4 миллиона итальянских лир на закупку итальянского же оружия.
Очевидно, что дополнительная конвенция была невыгодна Эфиопии. Скорее всего, эфиопские власти были вынуждены её подписать вследствие сложного внутриполитического положения страны, возникшего из-за необычайных эпидемий и голода. В частности, к середине весны 1890 года эфиопская армия потеряла в мирное время примерно 15 % своего состава — около 20 тысяч человек. Кроме того, императорская казна нуждалась в средствах для закупки оружия.

## Действия Италии и Эфиопии в связи с заключёнными соглашениями
Вслед за подписанием Уччальского договора Италия приступила к расширению своих колониальных владений в Северо-Восточной Африке. Стараясь максимально использовать заключённую дополнительную конвенцию, итальянцы торопились захватить как можно больше земель и областей, чтобы затем узаконить свои захваты «на основе фактически существующего положения». Об этом свидетельствуют, в частности, инструкции премьер-министра Италии Криспи: «Необходимо... чтобы Бальдиссера (командующий итальянскими войсками) доводил до конца свое дело и... оккупировал пункты, которые стратегически и политически нам нужны». Приказ премьера итальянские колониальные войска начали исполнять незамедлительно. 2 июня 1889 года был захвачен Кэрэн (полностью покорён 26 июля), 1 августа — Гура, 3 августа — Асмэра, затем провинции Гамасен, Акэле-Гузай и Сэрае. 1 января 1890 года все захваченные территории были объединены в итальянскую колонию Эритрею.
Помимо этого, уже в октябре 1889 года итальянское правительство в обход негуса оповестило другие европейские державы об установлении своего протектората над Эфиопией (эфиопское правительство узнало об этом только через год). Когда в 1890 году выяснилось, что Эфиопия не смирится с попытками Италии установить над ней свой протекторат якобы в соответствии с Уччальским договором и будет бороться против этого, Италия в нарушение этого же самого договора (фактически признавшего Менелика II императором Эфиопии) решила оказать поддержку его старому сопернику — расу Мэнгэше. Делая это, Италия ставила своей целью создание в Эфиопии крупного сепаратистского движения и возобновление борьбы за престол, что в результате должно было привести к расколу Эфиопии и её легкому завоеванию. Рас Мэнгэша был наместником граничащей с Эритреей провинции Тыграй, в которой Италия установила своё влияние по Уччальскому договору. В этой провинции имелась определённая база для сепаратистских тенденций: в ней было сконцентрировано одно из крупнейших этнических меньшинств Эфиопии — народ тиграи, который планировалось настроить против господствующего этноса — амхарцев; Италия решила также использовать недовольство крупнейших тыграйских феодалов стремлением эфиопского центра ограничить их власть. По инструкции итальянского правительства, администрации созданной в 1890 году колонии Итальянской Эритреи предписывалось поддерживать дружеские отношения с вождями тыграйской оппозиции императору, дружба с которыми, по словам итальянского премьер-министра, была необходима для создания «буфера между нами и Шоа (наследный домен негуса Менелика) и установления постоянного барьера между севером и югом Абиссинии [Эфиопии], который необходим для безопасности Эритреи».
Заигрывания итальянцев с Мэнгэшой, несостоявшимся негусом Эфиопии, который возглавил тыграйскую оппозицию, заставили Менелика действовать. Опираясь на поддержку патриотически настроенных элементов тыграйской верхушки и духовенства, он принудил Мэнгэшу прибыть в июне 1894 года в свою столицу — Аддис-Абебу — с камнем на шее (традиционным символом покорности императору). Подчинение Тыграя, последнего бастиона эфиопской феодальной оппозиции, означало, что эфиопское государство стало как никогда сплочённым накануне решающей схватки в борьбе с итальянской колониальной экспансией.

## Последствия
Уччальский договор и дополнительная конвенция 1889 года из-за двусмысленности формулировок и явной неравноправности по отношению к Эфиопии стали непосредственной причиной итало-эфиопской войны. В августе 1890 года окончательно выявились расхождения между итальянским и амхарским текстами статьи 17 Уччальского договора. В Эфиопии узнали об этом из ответа королевы Виктории на одно из писем Менелика, в котором королева сообщала, что «мы передадим правительству нашего друга короля Италии копии письма Вашего Величества и наш ответ». Вскоре после этого, уже в начале 1890-х годов, негус Менелик II категорически отверг итальянское толкование статьи 17 договора и претензии Италии на протекторат над Эфиопией и потребовал исправления итальянского текста договора, как не соответствующего действительной договорённости, и уведомления об этом исправлении других великих держав. Итальянское правительство, чьи притязания на Эфиопию были поддержаны Англией, ответило отказом, после чего Менелик II 12 февраля 1893 года денонсировал Уччальский договор и конвенцию 1889 года, отказавшись таким образом от итальянского займа; этот дипломатический шаг эфиопского правительства и послужил поводом для начала итало-эфиопской войны, которую Италия разгромно проиграла. Окончательно эти официальные акты были аннулированы в 1896 году в результате заключения Аддис-Абебского мирного договора, положившего конец итало-эфиопской войне.